# 미쿠니 케네디 에부스
미쿠니 케네디 에부스(일본어: 三國 ケネディ エブス, 2000년 6월 23일~)는 일본의 축구 선수이다.

## 구단 경력
2019년 J2리그의 아비스파 후쿠오카에 입단하였다. 2020년 J2리그 준우승으로 J1리그로 승격하였다. 2021년 5월부터 2022년 8월까지 J2리그의 도치기 SC에서 뛰었다. 2024년 나고야 그램퍼스로 이적했다.

## 국가대표팀 경력
그는 2019년 FIFA U-20 월드컵에 참가할 일본 U-20 국가대표팀에 발탁되었으며, 1경기에 출전했다.